# Alexeï Jiline
Alexeï Dmitrievitch Jiline (Алексе́й Дми́триевич Жи́лин), né vers 1766 dans le gouvernement de Koursk et mort pas avant 1848, est un musicien et compositeur russe. « L'un des premiers maîtres russes de l'art lyrique vocal et instrumental en Russie. »

## Biographie
Alexeï Jiline naît dans une famille de la noblesse terrienne vers 1766 et devient aveugle à l'âge de six mois. Il joue du piano donnant des concerts. Un recueil de ses romances est publié en 1810, dont celles intitulées Le Garçonnet portant un casque (sur des vers d'Alexeï Merzliakov et qui est insérée dans le drame Bélisaire de Platon Obodovski) Je me flatte d'être en larmes (sur des vers de Iouri Neledinski-Meletski) et Jouant la tour légère remportent un certain succès. Ses compositions publiées comprennent aussi six polonaises, six marches, et plusieurs quadrilles, valses, écossaises, romances, et morceaux pour piano.
À partir de 1816, Jiline dirige le département de musique de l'Institut des aveugles de Saint-Pétersbourg (dont il est maître de chapelle depuis 1808) et y est pensionné. Il quitte l'institut en 1826. Il donne des concerts à Odessa où il s'installe au début des années 1830, puis déménage à Moscou en 1837.
La musique de Jiline a été redécouverte par Dmitri Blagoï dans les années 1970. 

### Famille
Il a un fils de son premier mariage, Timofeï Jiline (né vers 1790). Le fils de son second mariage, Dmitri, est décrit par Tolstoï dans sa nouvelle Le Prisonnier du Caucase. Le troisième fils du compositeur se nomme Alexeï, et le fils de ce dernier, également Alexeï, est professeur de droit à l'université de Kiev. L'ancêtre du compositeur, Sergueï Fiodorovitch Jiline, a reçu un domaine seigneurial  en 1684.

## Enregistrements
- Comme deux colombes sur un bâton, Melodiya (Dmitri Blagoï, 2016)[5]